# Landsbond van de Neutrale Ziekenfondsen
De Landsbond van de Neutrale Ziekenfondsen (LNZ) is een Belgisch ziekteverzekeringsfonds dat vier ziekenfondsen groepeert, waarvan twee met zetel in Vlaanderen, één met zetel in Brussel, en één met zetel in Wallonië.
Het gaat om de volgende ziekenfondsen:
- Vlaams & Neutraal Ziekenfonds (Vlaamse gemeenschap), hoofdzetel in Mechelen
- La Mutualité Neutre, hoofdzetel in Namen
- Mutualia - Mutualité Neutre (Luik), hoofdzetel in Brussel (administratieve zetel in Verviers)
- Neutraal Ziekenfonds Vlaanderen (Vlaamse gemeenschap), hoofdzetel in Aalst

Verwante organisaties:
- Krunsj vzw (Jeugddienst)
- Comfoplus vzw (Uitleendienst)
- Neutrale Zorgkas Vlaanderen MOB (Zorgkas)
- NZ Vakanties vzw (Vakantiedienst)
- VMOB Hospiplus
- Neutrale RMOB Brussel

De totale omzet bedroeg in 2022 meer dan 2 miljard euro.